# Правительство Петра Степанова
В статье даются сведения о составе Правительства Приднестровской Молдавской Республики под председательством Петра Степанова, действовавшего в период с 18 января 2012 по 10 июля 2013.

## Персональный состав

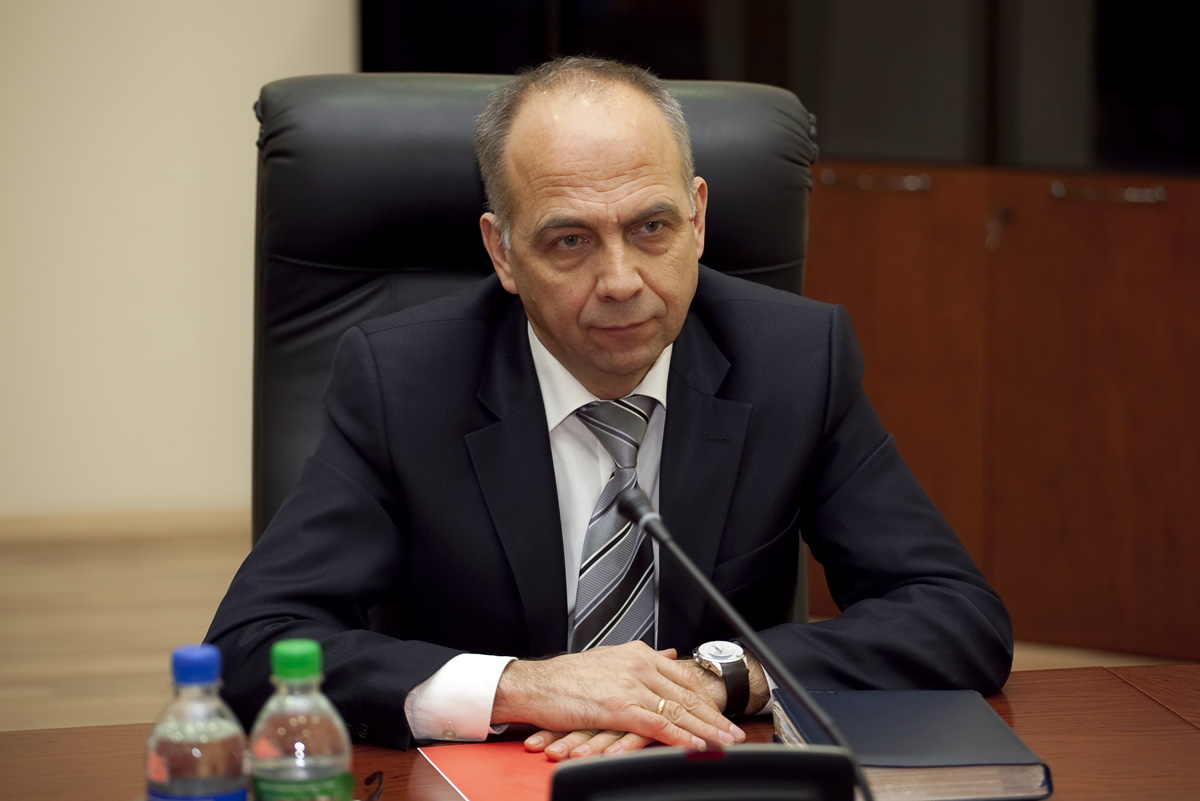
Председатель Правительства Приднестровской Молдавской Республики
Пётр Петрович Степанов

| Должность | Руководитель                         | Начало          | Окончание       |
| Председатель Правительства                                                                                              | Степанов Пётр Петрович               | 18 января 2012  | 20 июня 2013    |
| Председатель Правительства                                                                                              | Туранская Татьяна Михайловна (и. о.) | 20 июня 2013    | 10 июля 2013    |
| Первый заместитель Председателя Правительства                                                                           | Русанова Наталья Петровна            | 24 января 2012  | 10 июля 2013    |
| Заместитель Председателя Правительства по региональному развитию                                                        | Туранская Татьяна Михайловна         | 19 июня 2013    | 10 июля 2013    |
| Заместитель Председателя Правительства по социальной политике                                                           | Никифорова Наталья Григорьевна       | 29 марта 2012   | 10 июля 2013    |
| Заместитель Председателя Правительства по вопросам экономического развития и финансов — Министр экономического развития | Парнас Майя Ивановна                 | 29 марта 2012   | 10 июля 2013    |
| Заместитель Председателя Правительства по вопросам международного сотрудничества — Министр иностранных дел              | Штански Нина Викторовна              | 6 ноября 2012   | 10 июля 2013    |
| Заместитель Председателя Правительства                                                                                  | Свидерский Александр Владимирович    | 1 апреля 2013   | 10 июля 2013    |
| Министр экономического развития                                                                                         | Шульга Алёна Владимировна            | 24 января 2012  | 29 марта 2012   |
| Министр иностранных дел                                                                                                 | Штански Нина Викторовна (и. о.)      | 17 января 2012  | 24 января 2012  |
| Министр иностранных дел                                                                                                 | Штански Нина Викторовна              | 24 января 2012  | 10 июля 2013    |
| Министр внутренних дел                                                                                                  | Красносельский Вадим Николаевич      | 18 января 2012  | 27 февраля 2012 |
| Министр внутренних дел                                                                                                  | Монул Сергей Николаевич              | 27 февраля 2012 | 10 июля 2013    |
| Министр обороны | Лукьяненко Александр Алексеевич      | 24 января 2012  | 10 июля 2013    |
| Министр юстиции | Мельник Мария Борисовна (и. о.)      | 18 января 2012  | 24 января 2012  |
| Министр юстиции | Мельник Мария Борисовна              | 24 января 2012  | 30 января 2012  |
| Министр юстиции | Дели Александр Фёдорович (и. о.)     | 30 января 2012  | 29 февраля 2012 |
| Министр юстиции | Дели Александр Фёдорович             | 29 февраля 2012 | 14 ноября 2012  |
| Министр юстиции | Клюс Алёна Анатольевна (и. о.)       | 14 ноября 2012  | 12 февраля 2013 |
| Министр юстиции | Дубровина Ольга Сергеевна            | 12 февраля 2013 | 10 июля 2013    |
| Министр финансов | Гиржул Елена Георгиевна              | 24 января 2012  | 10 июля 2013    |
| Министр сельского хозяйства и природных ресурсов                                                                        | Неделков Николай Иванович            | 26 января 2012  | 10 июля 2013    |
| Министр по социальной защите и труду                                                                                    | Буланова Оксана Валерьевна (и. о.)   | 17 декабря 2012 | 10 июля 2013    |
| Министр по социальной защите и труду                                                                                    | Буланова Оксана Валерьевна           | 10 июня 2013    | 10 июля 2013    |
| Министр здравоохранения                                                                                                 | Гуменный Василий Филиппович          | 11 января 2012  | 10 июля 2013    |
| Министр просвещения | Никифорова Наталья Григорьевна       | 24 января 2012  | 29 марта 2012   |
| Министр просвещения | Фадеева Светлана Ивановна            | 29 марта 2012   | 10 июля 2013    |
| Глава администрации города Тирасполь и города Днестровск                                                                | Безбабченко Андрей Иванович          | 24 января 2012  | 10 июля 2013    |
| Глава администрации города Бендеры                                                                                      | Когут Вячеслав Васильевич            | 18 января 2012  | 9 февраля 2012  |
| Глава администрации города Бендеры                                                                                      | Керничук Валерий Иванович            | 9 февраля 2012  | 15 ноября 2012  |
| Глава администрации города Бендеры                                                                                      | Гервазюк Юрий Витальевич (и. о.)     | 15 ноября 2012  | 24 января 2013  |
| Глава администрации города Бендеры                                                                                      | Гервазюк Юрий Витальевич             | 24 января 2013  | 10 июля 2013    |
| Глава администрации Григориопольского района и города Григориополь                                                      | Верещак Ян Викторович                | 18 января 2012  | 10 июля 2013    |
| Глава администрации Дубоссарского района и города Дубоссары                                                             | Канцелевич Эдуард Давидович (и. о.)  | 18 января 2012  | 24 января 2012  |
| Глава администрации Дубоссарского района и города Дубоссары                                                             | Канцелевич Эдуард Давидович          | 24 января 2012  | 10 июля 2013    |
| Глава администрации Каменского района и города Каменка                                                                  | Мустя Пётр Васильевич                | 25 января 2012  | 10 июля 2013    |
| Глава администрации Рыбницкого района и города Рыбница                                                                  | Туранская Татьяна Михайловна (и. о.) | 29 июня 2012    | 30 августа 2012 |
| Глава администрации Рыбницкого района и города Рыбница                                                                  | Туранская Татьяна Михайловна         | 30 августа 2012 | 10 июля 2013    |
| Глава администрации Слободзейского района и города Слободзея                                                            | Телевка Виталий Дмитриевич (и. о.)   | 12 октября 2012 | 9 ноября 2012   |
| Глава администрации Слободзейского района и города Слободзея                                                            | Телевка Виталий Дмитриевич           | 9 ноября 2012   | 10 июля 2013    |

## Иные органы исполнительной власти
| Орган                                                               | Руководитель                       | Начало          | Окончание       |
| Государственная служба надзора                                      | Зварыч Ольга Владимировна          | 26 января 2012  | 10 июля 2013    |
| Государственная служба транспорта и дорожного хозяйства             | Хохлов Алексей Валентинович (врио) | ?               | 10 июля 2013    |
| Государственная служба цен и антимонопольной деятельности           | Улитка Виталий Павлович            | 24 января 2012  | 10 июля 2013    |
| Государственная служба статистики                                   | Случинская Наталья Анатольевна     | февраль 2012    | 10 июля 2013    |
| Государственная служба энергетики и жилищно-коммунального хозяйства | Орлов Виктор Сергеевич             | ?               | 10 июля 2013    |
| Государственная служба связи, информации и СМИ                      | Зубов Евгений Владиславович        | 18 января 2012  | 10 июля 2013    |
| Фонд Государственного резерва                                       | Гагун Людмила Борисовна            | 3 декабря 2012  | 10 июля 2013    |
| Государственный таможенный комитет                                  | Кузьмичев Геннадий Юрьевич (и. о.) | 18 января 2012  | 27 февраля 2012 |
| Государственный таможенный комитет                                  | Кузьмичев Геннадий Юрьевич         | 27 февраля 2012 | 10 июля 2013    |
| Комитет государственной безопасности                                | Юневич Валерий Зенонович (и. о.)   | 18 января 2012  | 24 января 2012  |
| Комитет государственной безопасности                                | Финагин Владислав Александрович    | 24 января 2012  | 17 мая 2013     |
| Комитет государственной безопасности                                | Земцов Николай Николаевич (и. о.)  | 17 мая 2013     | 10 июля 2013    |